# Acanthermia incisura
Acanthermia incisura är en fjärilsart som beskrevs av William James Kaye 1901. Acanthermia incisura ingår i släktet Acanthermia och familjen nattflyn. Inga underarter finns listade i Catalogue of Life.